# وقواق كستنائي البطن
الوقواق الكستنائي البطن (الاسم العلمي Coccyzus pluvialis)، طائر من العصعوص وفصيلة الوقواقية. موطنه جامايكا.